# Jorge Degas
Jorge Degas (* 1953 in Rio de Janeiro) ist ein dänischer Bassist brasilianischer Abstammung, der im Jazz- und Weltmusikbereich hervorgetreten ist.
Degas, der als Straßenkind in den Favelas von Rio aufwuchs und als Musiker Autodidakt ist, ist seit 1970 als Profimusiker aktiv. Zunächst ist er mit brasilianischen Musikern wie Robertinho Silva, Paulo Moura, Martinho da Vila und Alceu Valença aufgetreten. 1982 konzertierte er auf dem Montreux Jazz Festival. Er tourte 1986 mit Al Di Meola durch Europa und 1991 mit Bob Moses. Seit 1987 ist er in Dänemark zu Hause und hat auf zahlreichen europäischen Festivals gespielt. Unter seinem Namen legte er dreizehn Alben vor; als Studiomusiker ist er an zahlreichen Produktionen beteiligt. Er schuf die Filmmusiken für Paraiba Mulher Macho, Bom Burgues und Dona Beija.
Das Leben von Degas behandelt der Dokumentarfilm Cantagalo. Der Hügel zum singenden Hahn (1995) von Andreas Weiser.